# Guerre algéro-tunisienne de 1735
Batailles
Bataille de Smendja
Prise de Tunis
La guerre algéro-tunisienne de 1735 est un conflit qui oppose, du 4 au 7 septembre 1735, la régence d'Alger sous le règne d'Ibrahim III et le beylicat de Tunis sous le règne d'Hussein Ier Bey.

## Contexte
Cette guerre se passe dans le contexte d'un litige dynastique ayant provoqué la guerre civile dans le jeune beylicat de Tunis. Hussein Ier Bey, depuis son accession au trône, considérait son neveu Ali comme son héritier. En 1726, il décide de confier à son fils aîné, Mohamed Rachid, cette position. Ali Pacha voulant renverser son oncle cherche d'abord des alliés et un refuge, chose qu'il trouve auprès des montagnards du djebel Ousselat. Ali Pacha quitte Tunis et Hussein le poursuit durant 18 mois, Ali Pacha et ses partisans parvenant à résister durant toute cette période. Ali Pacha est ensuite contraint à chercher refuge auprès des tribus frontalières de l'Ouest, qui le conduisent (ou le livrent) au dey d'Alger. Contre paiement d'une « pension » de 50 000 piastres par an, le dey accepte de veiller à ce que son « hôte » ne quitte pas Alger et ne s'y livre pas à des activités politiques hostiles à Hussein. Néanmoins, lorsqu'en 1733 un nouveau dey prend le pouvoir à Alger et, que Hussein Bey cesse ou suspend le paiement de la « pension », Ali Pacha est laissé libre de soutenir ses droits au gouvernement de Tunis, aidé par Alger. En août 1735, il franchit la frontière au Kef et défait le 4 septembre l'armée de son oncle durant la bataille de Smendja. Le diwan décide alors d'ouvrir les portes de la capitale ; Tunis est alors prise le 7 septembre 1735.

## Conséquences
L'armée du dey d'Alger campe sous les murs de la ville de Tunis et pille les magasins et les demeures particulières. Pour obtenir le départ de ces bandes, Ali Pacha paie une forte indemnité de guerre en pièces d'argent, dont on charge 35 mules, et s'engage à verser un tribut annuel de 50 000 piastres au dey, 200 000 piastres d'après Moubarak El Mili. Lorsqu'Ali Pacha accède au pouvoir, ses partisans en engrangent les bénéfices tandis que ceux restés fidèles à Hussein Ier Bey, le bey légitime, sont exécutés. Il fait également mettre à mort des notables, des savants et des descendants du prophète Mahomet, selon Mohamed Seghir Ben Youssef. Si Hussein Ier Bey, retranché à Kairouan, tente de gouverner la partie de la régence qui lui reste fidèle (Sousse et le Sahel tunisien) à l'abri des remparts de la ville sainte, Ali Bey donne l'ordre à son fils Younès d'en faire le siège.